# Овчинников, Михаил Николаевич
Михаи́л Никола́евич Овчи́нников (25 мая 1896 года, Зарайск, ныне Московская область — 8 ноября 1953 года, Москва) — советский военный деятель, генерал-майор (04.06.1940).

## Начальная биография
Михаил Николаевич Овчинников родился 25 мая 1896 года в Зарайске ныне Московской области.

## Военная служба

### Первая мировая и гражданская войны
В 1915 году был призван в ряды Русской императорской армии и направлен рядовым в комендантскую команду, после чего принимал участие в боевых действиях на Западном фронте. В январе 1918 года был демобилизован из армии.
В августе 1918 года вступил в ряды РККА, после чего был направлен красноармейцем во 2-й Ямбургский полк. В сентябре того же года был направлен на учёбу в 1-е Петроградские пехотные курсы, после окончания которых в феврале 1920 года был назначен на должность командира роты в составе 12-го Новгородского полка в Эстонии, затем — на эту же должность в составе 1-го запасного полка (15-я армия), дислоцированного в Осташкове, в марте того же года — на эту же должность в 10-м запасном полку, дислоцированном в Петрограде, а в июле — на эту же должность во 2-м отдельном рабочем батальоне (Петроградский военный округ). Принимал участие в боевых действиях на Северном фронте против войск под командованием генерала Н. Н. Юденича под Петроградом, а также эстонских и немецких войск в Прибалтике. В 1919 году в ходе боевых действий был ранен и контужен.

### Межвоенное время
В апреле 1921 года Овчинников был назначен на должность командира батальона в составе 95-го стрелкового полка.
В июне 1922 года был направлен в 11-ю стрелковую дивизию (Ленинградский военный округ), где служил в штабе дивизии на административной работе, а затем на должностях помощника командира роты 31-го стрелкового полка, командира роты 33-го стрелкового полка и командира батальона 32-го стрелкового полка.
В октябре 1927 года был направлен на учёбу на курсы усовершенствования комсостава «Выстрел», после окончания которых в октябре 1928 года был назначен на должность командира роты и начальника строевой части школы лекарских помощников в Ленинграде, в 1931 году — на должность начальника административно-хозяйственной части штаба Ленинградского военного округа, а затем исполнял должности командира и комиссара 17-го отдельного пулемётного батальона, 2-го и 3-го отдельного батальонов ВНОС.
После окончания вечернего факультета Военной академии имени М. В. Фрунзе в июле 1937 года был назначен на должность командира 53-го стрелкового полка (18-я стрелковая дивизия), в августе 1939 года — на должность командира 19-й стрелковой дивизии (30-й стрелковый корпус, Орловский военный округ), а в феврале 1941 года — на должность старшего преподавателя кафедры общей тактики Военной академии имени М. В. Фрунзе.

### Великая Отечественная война
С началом войны Овчинников был назначен на должность командующего Тульским бригадным районом ПВО, в августе 1941 года — на должность командующего Балашовским дивизионным районом ПВО, а в сентябре 1942 года — на должность командира 18-й стрелковой дивизии, которая в январе 1943 года принимала участие в ходе прорыва блокады Ленинграда юго-восточнее Шлиссельбурга, за что генерал-майор Овчинников был награждён орденом Суворова 2 степени. В ноябре того же года был назначен на должность заместителя командира 7-го стрелкового корпуса, а в апреле 1944 года — на должность командира этого же корпуса, который принимал участие в наступлении на город Остров, в ходе которого понёс большие потери, за что генерал-майор Овчинников был отстранён от должности и назначен на должность командира 19-й запасной стрелковой дивизии.

### Послевоенная карьера
После окончания войны находился на прежней должности.
В мае 1946 года был назначен на должность командира 21-й стрелковой бригады, однако с августа того же года состоял в распоряжении Военного совета Приволжского военного округа и Управления кадров Сухопутных войск и в сентябре был прикомандирован к Военной академии имени М. В. Фрунзе для использования на преподавательской работе. В ноябре 1947 года был назначен на должность старшего преподавателя по оперативно-тактической подготовке — тактического руководителя учебной группы основного факультета этой же академии.
В ноябре 1948 года был назначен на должность старшего преподавателя кафедры общей тактики Военно-политической академии имени В. И. Ленина, в ноябре 1950 года — на должность начальника 5-го отдела Управления вузов стрелковых войск, а в мае 1952 года — на должность начальника 1-го отдела этого управления, с мая 1953 года находившегося в составе Главного управления боевой и физической подготовки Сухопутных войск.
Генерал-майор Михаил Николаевич Овчинников умер 8 ноября 1953 года в Москве. Похоронен на Введенском кладбище (13 уч.).

## Награды
- Орден Ленина (21.02.1945);
- Два ордена Красного Знамени (3.11.1944, 20.06.1949);
- Орден Суворова 2-й степени (8.02.1943);
- Орден Красной Звезды (19.11.1941);
- Медали.

## Воинские звания
- комдив (17.02.1936)
- полковник (12.02.1938)
- комбриг (4.11.1939)
- генерал-майор (4.06.1940)